# Erebochlora orbisticta
Erebochlora orbisticta är en fjärilsart som beskrevs av Paul Dognin 1893. Erebochlora orbisticta ingår i släktet Erebochlora och familjen mätare. Inga underarter finns listade i Catalogue of Life.